# Боберт, Лорен
Ло́рен О́пал Бо́берт (англ. Lauren Opal Boebert, урождённая Ро́бертс; род. 15 декабря 1986, Алтамонт-Спрингс, Флорида) — американский политик и бизнесвумен, член Палаты представителей США от третьего избирательного округа Колорадо (с 3 января 2021 года). Член Республиканской партии. В период 2013—2022 годов владела рестораном «Shooters Grill» в Райфле, штат Колорадо.
На выборах 2020 года, по результатам праймериз одержала победу над действующим конгрессменом-однопартийцем Скоттом Типтоном, благодаря чему стала номинантом от Республиканской партии на ноябрьском голосовании, в ходе которого заручилась поддержкой 51,4 % избирателей округа. В 2022 году переизбралась на второй срок, опередив кандидата от Демократической партии на 546 голосов.
Выступает за защиту прав на ношение оружия, против перехода на «зелёную» энергетику, обязательной вакцинации от COVID-19, абортов, полового воспитания, хирургической коррекции пола для несовершеннолетних и гомосексуальных браков. Сторонница изоляционистской внешней политики, выступает за более тесное сотрудничество с Израилем.

## Ранние годы
Родилась 19 декабря 1986 года в Альтамонте-Спрингс, штат Флорида, к северу от Орландо. Узнав о беременности, отец Боберт хотел, чтобы Шона Бенц, мать Лорен, сделала аборт. Несмотря на это, она приняла решение сохранить плод. В возрасте восемнадцати лет ей пришлось бросить обучение в высшей школе и сосредоточить свои усилия на содержании дочери. Первые четыре года Лорен с матерью проживала вместе с бабушкой и дедушкой. Впоследствии Шона встретила мужчину из Колорадо, на время остановившегося у её подруги. Вскоре между ними завязался роман и мать Лорен приняла решение о переезде в Орору, штат Колорадо.
В своей книге «Моя американская жизнь» (англ. «My American Life») Боберт пишет об этом периоде своей жизни следующее: 

«В мгновение ока стало ясно, что мама совершила ужасную, чудовищную ошибку. Жизнь с Майком была несчастной. Во-первых, нам троим и двум собакам в маленькой квартире было тесновато. Во-вторых, Майк был груб с моей матерью. Мы едва успели распаковать коробки, как всё началось. Он кричал на неё, толкал и бил пощёчинами. Видя это, я топала своими маленькими ножками и швыряла в него тем, что попадалось под руку, чтобы заставить остановиться.»

Маленькая Боберт неоднократно звала своих бабушку и дедушку на помощь, рассказывая им, как плохо обстоят дела во взаимоотношениях между её матерью и Майком. Родители настаивали на том, чтобы Шона вернулась во Флориду. Майк же умолял её остаться, обещая, что изменится. В результате семья осталась в Колорадо. Вскоре у Лорен появился брат Бенджамин («Бенни»). К моменту его рождения поведение Майка ухудшилось. Он сильно пил и часто прогуливал работу. Вместо того чтобы уехать, Шона забеременела вторым и третьим сыновьями. Вскоре после этого семья переехала в Монтебелло, один из самых бедных нейборхудов Денвера, оказавшись при этом на грани выживания. Майк редко работал, семья жила преимущественно за счёт социальных пособий.

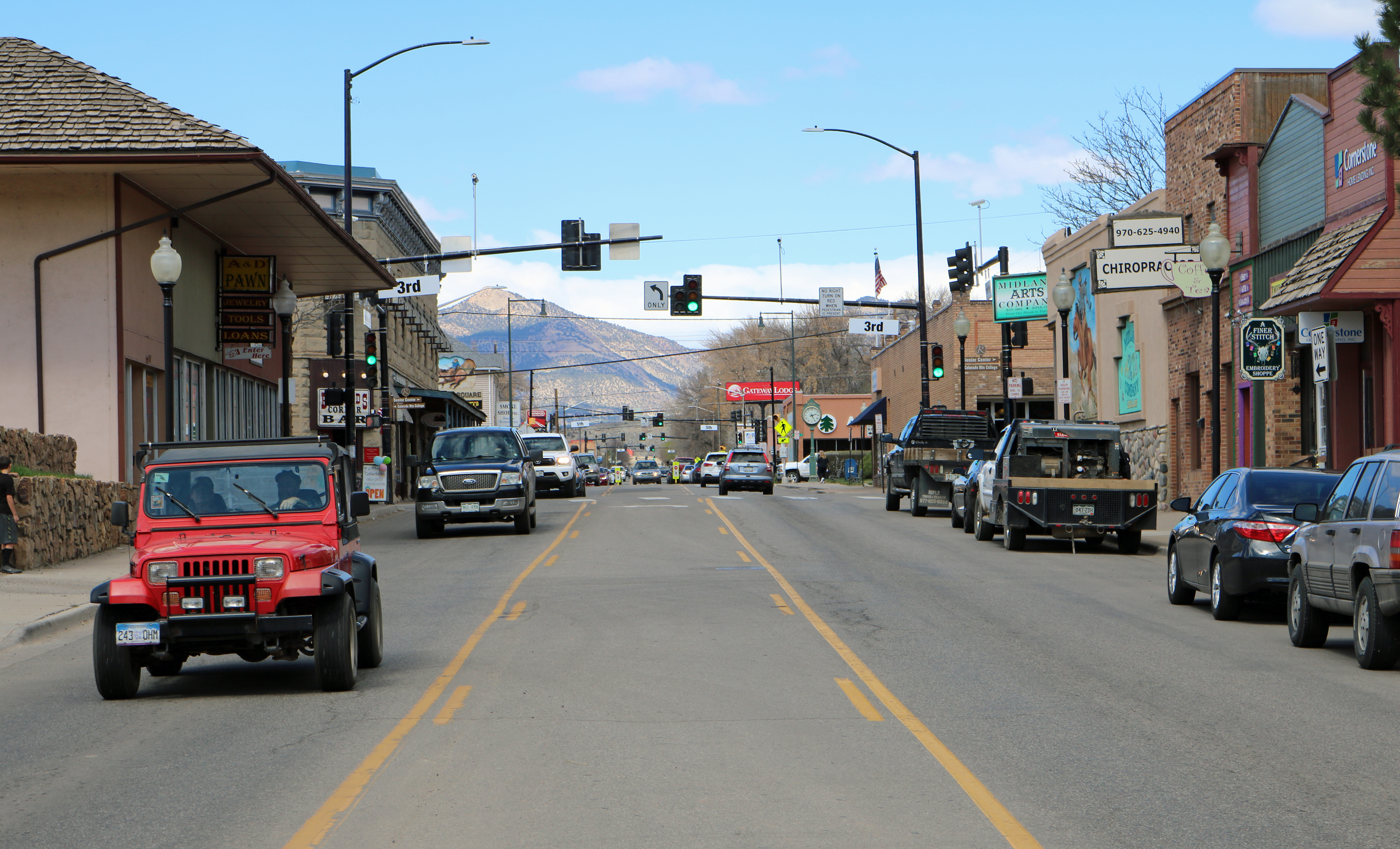
Райфл (Колорадо), Колорадо

В школьные годы Боберт слушала рэп и нередко участвовала в рэп-баттлах. При этом отличалась задиристым характером, участвуя в школьных драках. В то же время Майк обрёл некоторое самосознание. Один из его приятелей, нашедший работу в Аспене, уговаривал его устроиться туда вместе с ним. Мать Лорен посоветовала Майку принять предложение, и вскоре он вышел на работу. Семья покинула Монтебелло и переехала в Райфл, расположенный примерно в полутора часах езды от Аспена. Боберт пошла в новую школу и стала заниматься чирлидингом.
В пятнадцать лет она устроилась на работу в сеть ресторанов «McDonald’s». Из-за ограничений по возрасту Боберт работала лишь нескольких часов в неделю: с шести до восьми вечера в будние дни и в шестичасовые смены по субботам и воскресеньям. Вскоре Лорен поступило предложение от «Burger King». Компания предлагала на двадцать пять центов в час больше, нежели «McDonald’s». Боберт откликнулась на предложение и стала работать, обслуживая посетителей за рулём. Впоследствии она вернулась в «McDonald’s» и стала менеджером смены с зарплатой более 40 тыс. долларов в год, при этом бросив обучение в высшей школе. Посещала курсы по менеджменту и даже намеревалась поступать в Университет гамбургерологии.

## Начало карьеры
После знакомства со своим будущим супругом Джейсоном нередко помогала ему в работе на буровой установке. Вскоре она покинула «McDonald’s» и устроилась на работу в офис одного из крупнейших производителей природного газа, в соседний город Парашют. Проработав в офисе около года, попросила работу на самом месторождении. Первую неделю трудилась насосчиком, впоследствии определяла местоположение трубопроводов при помощи  локаторов. В 2008 году покинула энергетическую отрасль и стала домохозяйкой.
В начале 2010 года стала приверженцем евангелической церкви. В том же году была назначена тюремным проповедником округа Гарфилд. Проводя личные встречи с заключёнными каждое воскресенье, она проповедовала среди них любовь к Богу. Находилась в этой должности порядка семи лет.

### Ресторанное дело

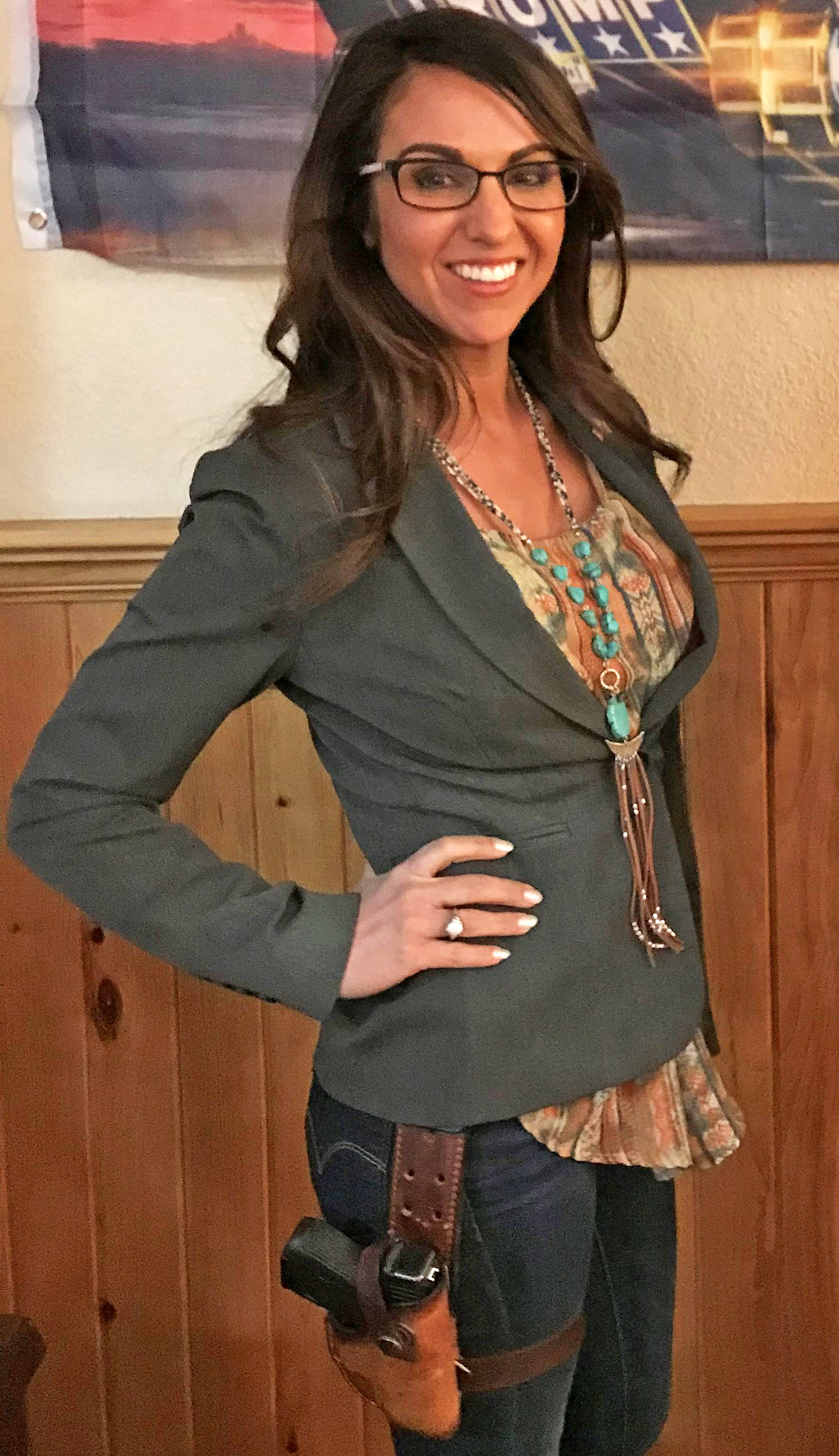
Боберт в «Shooters Grill»

В 2012 году в центре Райфла закрылся ресторан «Cowboy Calf-A». Лорен и Джейсон решили выкупить его у прежнего владельца. Благодаря усилиям супругов ресторан был существенно обновлён. Стилистически его внутренний вид отходит к Дикому Западу, идея которого так же нашла отражение и в названии заведения — «Shooters Grill». В мае 2013 года состоялось открытие ресторана. В августе того же года неподалёку от «Shooters Grill» случился инцидент: по предварительным данным, неизвестный мужчина был избит до смерти (существует версия, что причиной смерти стала передозировка наркотиков). В результате Боберт вооружила себя револьвером «Taurus Judge», а также разрешила нескольким сотрудникам ресторана носить огнестрельное оружие.
В июле 2014 года в эфире программы «Nightline» на телеканале ABC вышел сюжет, посвящённый ресторану «Shooters Grill», набравший около 4,5 миллионов просмотров на YouTube. В 2015 году меню ресторана было представлено на ежегодном музыкальном фестивале «Country Jam».

## Политическая деятельность
В сентябре 2019 года попала в заголовки общенациональных газет, когда вступила в конфронтацию с демократом Бето О’Рурком на мероприятии, организованном в ратуше Ороры, в связи с его предложением о введении программы обратного выкупа AR-15 и AK-47. Позднее в том же месяце на заседании городского совета Аспена выступила против меры, запрещающей ношение оружия в городских зданиях. В ноябре приняла решение баллотироваться в Палату представителей США, ставя перед собой задачу, в случае избрания, выступать в защиту второй поправки к Конституции США. Заявляла, что разделяет взгляды 45-го президента США Дональда Трампа и сенатора от штата Техас Теда Круза.
Джейсон и дядя Лорен поддержали её идею об участии в выборах в Конгресс, в то время, как местные политики отнеслись к её желанию со скептицизмом. Многие из них считали, что ей следовало бы начать свою политическую карьеру с местных органов власти.

## Личная жизнь
Боберт и её муж Джейсон проживают в Силте, штат Колорадо. У пары четверо сыновей: Тайлер (род. 21 марта 2005), Броди (род. 16 августа 2007), Кайдон и Роман. 
В прошлом Джейсон работал на нефтяных и газовых месторождениях. Они познакомились в то время, когда Лорен работала в «Burger King». Пара сыграла свадьбу в 2007 году.
Мать Боберт в течение нескольких десятилетий утверждала, что отцом Лорен является профессиональный рестлер Стэн Лэйн. Тот опровергал эти обвинения и в 1990-м году даже стал тест на отцовство, который не убедил ни мать Лорен, ни позже саму Боберт. В 2023-м году Лэйн сдал тест ДНК, который подтвердил, что он не является отцом Боберт.